# Sibusiso Moyo
Sibusiso Busi Moyo (Mberengwa, 1960 – Harare, 20 gennaio 2021) è stato un politico e generale zimbabwese, maggior generale dell'esercito e ministro degli affari esteri e del commercio internazionale dal 2017 al 2021.

## Biografia

### Origini e formazione
Moyo nacque nel 1960, al Mnene Mission Hospital di Mberengwa.
Studiò presso l'università dello Zimbabwe, dove conseguì un master in relazioni internazionali e nel 1977 si unì alla lotta di liberazione.

### Carriera militare e politica
Nel gennaio 2016, Moyo venne promosso da Mugabe al grado di maggior generale dell'esercito nazionale dello Zimbabwe.
Il 15 novembre 2017, a seguito dell'arresto di Mugabe avvenuto il giorno precedente, Moyo rilasciò una dichiarazione all'emittente statale Zimbabwe Broadcasting Corporation, negando che fosse avvenuto un colpo di Stato e affermando che: "il presidente [...] e la sua famiglia sono al sicuro e la loro sicurezza è garantita, e che i militari stavano catturando solo i criminali intorno a Mugabe che stavano commettendo crimini [...] e che stavano causando sofferenze sociali ed economiche al paese".
Il 30 novembre 2017, Emmerson Mnangagwa, terzo presidente dello Zimbabwe, nominò Moyo ministro degli affari esteri e ministro del commercio internazionale.

### Morte
Il 20 gennaio 2021, Moyo morì all'età di 60 anni dopo aver contratto il COVID-19, durante la pandemia in Zimbabwe.

## Vita privata
Moyo era sposato con la giudice Loice Matanda.